# Петрово (Липецкая область)
Петрово — деревня в Задонском районе Липецкой области. Входит в Ольшанский сельсовет. 

## Население
| 1859 | 2010 |
| ---- | ---- |
| 469  | ↘0   |